# Île Tiboulen de Maïre
Ne doit pas être confondu avec Îlot Tiboulen.
L’île Tiboulen ou île Tiboulen de Maïre est une île française inhabitée, voisine de l'île Maïre, dans l'archipel de Riou, au sud de Marseille. Longue d'environ 100 mètres, haute de 49 mètres, l'île comporte un feu blanc à éclat (4s) de signalisation maritime, qui se situe à une altitude d'environ 58 mètres.
Elle est surnommée localement « île de la tortue » en raison de sa forme typique.
Le nom Tiboulen est référencé dans le Trésor du Félibrige de Frédéric Mistral comme une évolution en provençal du latin antipolitanus, dérivé lui-même du grec antipolis (Αντίπολις), littéralement, « en face de la ville », ce qui reflète assez bien la situation de cet îlot.

## En littérature
Dans Le Comte de Monte-Cristo, livre d'Alexandre Dumas, le personnage principal Edmond Dantes rejoint l'Île Tiboulen à la nage après s'être évadé de sa prison, le Château d'If situé à environ 7km. Cette distance peut paraitre considérable pour un homme affaibli par de longues années de prison. Auguste Maquet, qui a fait le travail de documentation pour plusieurs romans de Dumas, utilisait la carte de Cassini pour tout ce qui touche les détails géographiques. Cette carte présente de graves erreurs concernant la rade de Marseille. Sur la carte de Cassini la distance qui sépare les deux iles est seulement de 3 kilomètres environ.

Photographie panoramique du cap Croisette. L'île Tiboulen de Maïre est notamment visible au centre, tandis que l'île Maïre est située sur la gauche.